# Cystisoma neptunus
Cystisoma neptunus är en kräftdjursart som beskrevs av Félix Édouard Guérin-Méneville 1842. Cystisoma neptunus ingår i släktet Cystisoma och familjen Cystisomatidae. Inga underarter finns listade i Catalogue of Life.